# Laima Liucija Andrikienė
Laima Andrikienė, née le 1er janvier 1958 à Druskininkai, est une femme politique lituanienne, membre de l'Union de la patrie - Chrétiens-démocrates lituaniens (TS-LKD). 

## Biographie
Elle est signataire de la loi de re-création de l'État de Lituanie et est membre du Parlement européen pour l'Union de la patrie - Chrétiens-démocrates lituaniens de 2004 à 2014 puis à partir du 30 mai 2016, en remplacement de Gabrielius Landsbergis.